# Лебедев, Виктор Григорьевич (дирижёр)
Ви́ктор Григо́рьевич Ле́бедев (18 января 1949, Челябинск, Челябинская область, СССР) — советский и российский музыкант,  профессор, член-корреспондент Петровской академии наук и искусств (Санкт-Петербург). Народный артист Российской Федерации (2005),  заслуженный деятель искусств Российской Федерации (1996), заслуженный работник культуры РСФСР (1989).

## Биография
В 1968 году окончил Челябинское музыкальное училище им. П. И. Чайковского по классу баяна; в 1973 году — музыкально-педагогический факультет Челябинского государственного института культуры (ЧГИК) по специальности «народные инструменты» (баян), в 1986 году — ассистентуру-стажировку Московского государственного музыкально-педагогического института им. Гнесиных по специальности «оркестровое дирижирование» (руководитель — народный артист РФ С. М. Колобков).
С 1972 работает в ЧГИК. В 2009 году удостоен звания Почётный профессор ЧГИК. С 1996 по 2014 годы был руководителем ассистентуры-стажировки «Искусство музыкально-инструментального исполнительства», направление «Дирижирование». С 2009 возглавляет кафедру народных инструментов и оркестрового дирижирования консерваторского факультета.
Основатель, художественный руководитель и главный дирижёр Челябинского государственного русского народного оркестра «Малахит» (создан в 1987).

## Признание и награды
- Заслуженный работник культуры РСФСР (1989);
- Заслуженный деятель искусств Российской Федерации (7 июня 1996) — за заслуги в области искусства[3];
- Лауреат конкурса «Человек года» в номинации «Культура», «Искусство» (1996);
- Лауреат премии имени первого ректора ЧГАКИ П. В. Сапронова, номинация «Музыкальная культура» (2003);
- Диплом «Лучший дирижёр года» по итогам рейтинга «Персона года» газеты «Музыкальное обозрение» (2003);
- Лауреат премии Фонда Ирины Архиповой (серебряная медаль) (2004);
- Народный артист Российской Федерации (23 февраля 2005) — за большие заслуги в области искусства[4];
- Лауреат Государственной премии Челябинской области (2005);
- Действительный член Петровской академии наук и искусств (2007);
- Лауреат премии «Золотая лира» (2007);
- Знак отличия «За заслуги перед Челябинской областью» (2008);
- Почётный профессор ЧГАКИ (2009);
- Лауреат премии Законодательного Собрания Челябинской области;
- Орден Дружбы (14 августа 2014) — за большие заслуги в развитии отечественной культуры и искусства, телерадиовещания, печати, связи и многолетнюю плодотворную деятельность[5];
- Почётный гражданин Челябинской области (17 мая 2019) — за заслуги в развитии культуры и искусства Южного Урала, деятельность, способствующую повышению авторитета Челябинской области в Российской Федерации